# Сэй, Леон
Жан-Батист Леон Сэй (фр. Jean-Baptiste Léon Say; 6 июня 1826, Париж — 21 апреля 1896) — французский экономист и государственный деятель.
Сын экономиста Горация Эмиля Сэя, внук экономиста-классика Ж.-Б. Сэя. Образование получил в Женеве. Один из пионеров кооперативного движения во Франции. Некоторое время являлся послом в Англии; 4 раза занимал пост министра финансов (1872—1873; 1875—1877; 1877—1879; 1882).
С января по июль 1882 года он был министром финансов во втором кабинете Фрейсине; позже был одним из деятельных членов сената, в котором постоянно выступал в дебатах по финансовым вопросам. Сэй был последовательным фритредером, безусловным противником налогов на предметы питания; в политическом отношении он был последовательным, но умеренным республиканцем; ко всем видам социализма и даже ко всякой правительственной помощи рабочим классам, в форме ли фабричного законодательства или даже в форме обязательного страхования, он относился крайне враждебно.
Член Академии моральных и политических наук (с 1857); член Французской академии (с 1886).
Женившись на Женевьеве Бертен, дочери директора Journal des débats Эдуарда Бертена, Сэй сменил своего тестя на посту главы этой орлеанистской газеты после его смерти в 1871 году. Газета становится трибуной для его республиканских и либеральных взглядов.

## Основные произведения
- «Кооперативные общества» (Sociétés coopératives, 1866);
- «Финансы Франции» (Les finances de la France, 1882);
- «Государственный социализм» (Le socialisme d’État, 1884).